# Raul Marcel
Raul Marcel, właśc. Raul Marcel Barreto (ur. 6 lutego 1948 w São Paulo, zm. 30 marca 2011 w Montes Claros) – brazylijski piłkarz, występował na pozycji bramkarza.

## Kariera klubowa
Karierę piłkarską rozpoczynał w klubie SE Palmeiras. W latach 1965–1966 występował w Américe São José do Rio Preto. W 1967 powrócił do Palmeiras, w którym z krótką przerwę na grę w Noroeste Bauru, do 1974. Z Palmeiras dwukrotnie zdobył mistrzostwo Brazylii 1972 i 1973 oraz dwukrotnie mistrzostwo stanu São Paulo – Campeonato Paulista w 1972 i 1974. W Palmeiras 10 listopada 1971 w zremisowanym 0:0 meczu z EC Bahia Raul Marcel zadebiutował w lidze brazylijskiej. Ostatni raz w lidze wystąpił 27 marca 1974 w przegranym 1:2 meczu z Nacionalem Manaus. Ogółem w lidze brazylijskiej wystąpił w 13 spotkaniach. W latach 1974–1975 występował w Santa Cruz Recife. Później występował w kanadyjskim Windsor Stars w 1976 oraz Portuguesie Santista Santos w 1977 i 1978.

## Kariera reprezentacyjna
W 1968 Raul Marcel uczestniczył w Igrzyskach Olimpijskich w Meksyku. Na turnieju Raul Marcel Dias był rezerwowym zawodnikiem i nie wystąpił w żadnym meczu grupowym reprezentacji Brazylii.